# Богдан (Шпилька)
Митрополит Богдан (в миру Теодор Іванович Шпилька; 8 березня 1892, Дмитровичі, Мостиський повіт, Королівство Галичини та Володимирії, Австро-Угорщина — 1 листопада 1965, Оттава, Канада) — єпископ Константинопольської православної церкви, предстоятель Української православної церкви в Америці, митрополит Евкарпійський, вікарій Американської архієпископії.

## Біографія
Народився 8 березня 1892 року в селі Дмитровичі Мостиського повіту, що на заході України. Його батьки — Іван та Катерина Шпилька, займалися сільським господарством. Батьки прагнули, щоби їхні сини — Пантелеймон (старший) та Теодор (молодший) здобули вищу освіту. Слідом за старшим братом, Теодор вступив до української гімназії міста Перемишль, яку успішно закінчив 1913 року. Того ж року Теодор вирішив вивчати богослов'я, вступивши до Духовної Греко-Католицької Семінарії в Станіславові (нині - Івано-Франківськ). Згодом продовжив навчання у Духовній семінарії в австрійському місті Грац, а потім навчався у Львові, де 1917 року успішно закінчив богословський факультет Львівського університету.
Теодор Шпилька брав активну участь в організації українського визвольного руху на Лемківщині, який на той час боровся з окупантами, зокрема відзначився як організатор Комітету Оборони Лемківщини у повітах Сянік і Риманів. Після проголошення Західноукраїнської Народної Республіки богослов Теодор Шпилька працював у відділі постачання при Міністерстві Внутрішніх Справ. 1919 року, після входження території ЗУНР до складу Польщі, Теодор Шпилька виїхав до Відня, де вступив до Експортної Академії. Під час навчання у Віденській Експортній Академії очолив Товариство українських студентів. 
Завершивши навчання в академії у Відні 1923 року, Шпилька поїхав до Чехословаччини, де вступив на юридичний факультет Українського вільного університету у Празі та здобув вищу юридичну освіту. Згодом Теодор Шпилька переїхав до Закарпаття, де почав займатися освітньою діяльністю. 
Саме на Закарпатті він отримав дияконську та священницьку хіротонію від архієпископа Празького і всієї Чехословаччини Саватія (Врабеца), що перебував у юрисдикції Константинопольського патріархату. 15 травня 1936 року прийняв пропозицію стати єпископом Української православної церкви в Америці, яка після смерті Йосипа (Жука) позбулася єпископського очільника. 8 грудня 1936 року переїхав до США, де був підпорядкований юрисдикції американської архієпископії Константинопольського патріархату, яку очолював архієпископ Афінагор (Спіру). 17 грудня 1936 року Теодор Шпилька прийняв чернецтво під ім'ям Феодосій (укр. Богдан) і був піднесений до сану архімандрита.
28 лютого 1937 року в грецькій церкві Пресвятої Трійці, що в Нью-Йорку, відбулася його хіротонія на єпископа Евкарпійського, вікарія Американської архієпископії Константинопольського патріархату з питань управління українськими парафіями. Хіротонію здійснили архієпископ Афінагор та єпископ Калліст (Папагеоргопулос). 
Завдяки своїм більш поміркованим поглядам, на відміну від Іоанна (Теодоровича), митрополит Богдан, який на той час уже керував майже 45-ма парафіями та місіями, досяг певного успіху в залученні парафій неканонічної УПЦ в США, зокрема, у заохоченні корінних американців до Православ'я. Він висвятив у священницький сан понад дванадцять осіб, незважаючи на відсутність у них богословської освіти. Здебільшого, це духовенство виявилося ненадійним, за винятком майбутнього архієпископа Димитрія (Ройстера).
1949 року він протягом недовгого періоду був членом новоствореної «Української та Карпаторуської Митрополії всієї Північної та Південної Америки», яка була проголошена 13 березня того ж року в його катедрі. Разом з ним до складу митрополії увійшли митрополит на спочинку Польської православної церкви Іларіон (Огієнко), який був проголошений «митрополитом УПЦ всієї Північної і Південної Америки», та ієрарх  Константинопольського патріархату — єпископ Орест (Чорняк). Проте ця митрополія згодом припинила своє існування, оскільки вже 28 квітня того ж року її покинув єпископ Орест, а митрополит Іларіон вийшов з митрополії у серпні 1951 року.
Починаючи з 1957 року, активність митрополита Богдана поступово вщухала, основним чином через його поважний вік, що призвело до втрати частини його парафій.
1958 року митрополит Богдан був визнаний титулярним митрополитом зі збереженням за ним попереднього титулу.
Він є автором православного катехізису, виданого українською та англійською мовами, а також кількох пропагандистських брошур. Випускав журнал «Український вісник».
Митрополит Богдан (у миру Теодор Іванович Шпилька) помер 1 листопада 1965 року в Оттаві (Канада).